# Benton (Wisconsin)
Benton es una villa ubicada en el condado de Lafayette en el estado estadounidense de Wisconsin. En el Censo de 2010 tenía una población de 973 habitantes y una densidad poblacional de 448,3 personas por km².

## Geografía
Benton se encuentra ubicada en las coordenadas 42°34′12″N 90°23′0″O / 42.57000, -90.38333. Según la Oficina del Censo de los Estados Unidos, Benton tiene una superficie total de 2.17 km², de la cual 2.17 km² corresponden a tierra firme y (0%) 0 km² es agua.

## Demografía
Según el censo de 2010, había 973 personas residiendo en Benton. La densidad de población era de 448,3 hab./km². De los 973 habitantes, Benton estaba compuesto por el 98.46% blancos, el 0.1% eran afroamericanos, el 0.72% eran amerindios, el 0.31% eran asiáticos, el 0% eran isleños del Pacífico, el 0.1% eran de otras razas y el 0.31% pertenecían a dos o más razas. Del total de la población el 0.41% eran hispanos o latinos de cualquier raza.